# Hoda

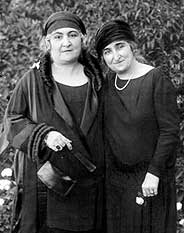
Hoda Shaarawi (till vänster).

Hoda (även transkriberat Hooda, Houda eller Huda) är ett arabiskt kvinnonamn.[källa behövs]
Den 31 december 2014 fanns det totalt 406 kvinnor folkbokförda i Sverige med namnet Hoda, varav 360 bar det som tilltalsnamn.
Namnsdag: saknas

## Personer med namnet Hoda
- Hoda Barakat, libanesisk författare
- Hoda Shaarawi, egyptisk feminist